# Meng Hongwei
Meng Hongwei (en chino tradicional, 孟宏偉; en chino simplificado, 孟宏伟; pinyin, Mèng Hóngweǐ; Harbin, provincia de Heilongjiang, noviembre de 1953) es un político y oficial de policía chino, expresidente de la Organización Internacional de Policía Criminal (INTERPOL), cargo que ostentó desde noviembre de 2016 hasta octubre de 2018, sustituyendo a la francesa Mireille Ballestrazzi.

## Biografía
Meng Hongwei, nacido en 1953 en la provincia Heilongjiang, pertenece a la etnia Han. Comenzó a trabajar en 1972 y se unió al Partido Comunista Chino tres años más tarde, en 1975. Se graduó en Derecho por la Universidad de Pekín. Su primer cargo en la administración china fue como asistente del Ministerio de Seguridad Pública, en la Dirección de la Administración de Transporte. En abril de 2004, fue designado como viceministro de dicho ministerio. Durante su cargo aquí, de doce años, tuvo tres superiores: Zhou Yongkang, Meng Jianzhu y Guo Shengkun.
También estuvo al mando, como director, de la Oficina de la Policía Marina de China entre marzo de 2012 y diciembre de 2017.
El 10 de noviembre de, 2016, durante la 85.ª Asamblea General de la Interpol en Bali, Meng Hongwei fue elegido como jefe de la INTERPOL para reemplazar a la oficial francesa Mireille Ballestrazzi. Hongwei se convertía así en el primer chino que tomaba la dirección de la organización de cooperación policial europea, con sede en Lyon. Hongwei fue elegido por un período de cuatro años, con 123 votos a favor y 28 votos en contra. Su elección fue rechazada por organizaciones como Amnistía Internacional, que la catalogó como "extremadamente preocupante".
El viernes 5 de octubre de 2018, la prensa anunció la desaparición de Hongwei, que había salido de Francia el 29 de septiembre con destino a China. Su mujer y sus hijos, que residen en Lyon, lo denunciaron ante las autoridades francesas. Horas después de notificarse dicha desaparición, la familia de Hongwei fue puesta bajo protección policial después de ser amenazados telefónicamente y en las redes sociales. El diario hongkonés South China Morning Post informó que el director de la INTERPOL llegó a ser interrogado por "autoridades disciplinarias" a su llegada a China.
El domingo 7 de octubre, el Gobierno chino comunicó oficialmente la detención de Hongwey, bajo sospechas de "violar la ley". Seguidamente, INTERPOL anunció en un comunicado a través de su cuenta en Twitter su renuncia "con efecto inmediato" de la presidencia del organismo, sin especificar los motivos de su dimisión. Tras su cese, INTERPOL anunció que el surcoreano Kim Jong Jang asumiría la presidencia de manera interina hasta la convocatoria de nuevas elecciones en el mes de noviembre.